# NGC 1477
NGC 1477 је елиптична галаксија у сазвежђу Еридан која се налази на NGC листи објеката дубоког неба.
Деклинација објекта је - 8° 34' 28" а ректасцензија 3h 54m 2,8s. Привидна величина (магнитуда) објекта NGC 1477 износи 14,2 а фотографска магнитуда 15,2. NGC 1477 је још познат и под ознакама NPM1G -08.0154, PGC 14060.